# Колот (инструмент)
Ко́лот (байдон) — промысловый инструмент, используемый при сборе кедрового ореха.  Изготавливается обычно кустарно на месте применения.
Колот — это подобие гигантской киянки, деревянный молот больших размеров. Состоит из бойка (чурбака) и ноги (иглы). Боёк делается из куска бревна длиной примерно 0,6 — 0,8 м, иногда — свыше метра, и 0,2 — 0,4 м в диаметре. Надевается он на черенок выше человеческого роста (обычно 2,0 — 2,5 м), толщиной 7 — 10 см, из ствола молодого дерева — так называемую иглу или ногу. Реже для ноги байдона используется хвойный сухостой. Нога вставляется в чурбак в клиновидный паз типа «ласточкин хвост», вырубаемый на боку чурбака на 1/3 — 1/2 его толщины. При правильном изготовлении нога заклинивается в чурбаке и держится без применения гвоздей. Вес колота (обычно в пределах от 15 до 40 кг) подбирается исходя из физических возможностей шишкарей — чем тяжелее колот, тем более он эффективен, но переноска его более затруднительна. Для заготовки шишек в старых, перестойных кедрачах иногда используют колоты весом 50 — 70 и более кг на двуногой А-образной опоре.
Для осыпания кедровых шишек колотом бьют по стволу кедра, вызывая колебания ствола и ветвей. Удары наносятся с упором ноги колота в землю в 0,5 — 1,5 м от ствола кедра, одним человеком. При использовании тяжёлых колотов бьют вдвоём-втроём, иногда применяют верёвочные оттяжки («вожжи»).
Существует другой способ — «по-московски» — когда колотом пытаются махать как молотом. Этим способом пользуются только физически крепкие люди, впервые попавшие на шишкобой и никогда не видевшие, как правильно действовать этим инструментом.
Применение колота наносит существенный вред кедру. Колот сдирает кору и повреждает наружный слой древесины, особенно когда шишкари стремятся сбить все до последней шишки, часть из которых обычно недостаточно спелые. На месте постоянных ударов у большинства кедров в промысловых лесах образуется область омертвелой древесины (плешь, долбуха, лоб, пятак) и травматический нарост вокруг неё.